# Cuba Cubanos
Cuba Cubanos er en dansk dokumentarfilm fra 1976 med instruktion og manuskript af Ib Makwarth.

## Handling
Et personligt og begejstret billede af Cuba.